# Socha svatého Jana Nepomuckého (Křinec)
Socha svatého Jana Nepomuckého stojí na náměstí před domem čp. 11 v Křinci v okrese Nymburk, při silnici II/275 v blízkosti kostela svatého Jiljí a památkově chráněného mostu s plastikami alegorií. Jedná se o kvalitně provedené sochařské dílo východočeské provenience z let 1728–1729, umístěné na poměrně atypický sokl. Od 31. prosince 1965 je kulturní památkou.

## Historie a popis
Pískovcová socha svatého Jana Nepomuckého byla na křineckém náměstí vztyčena v letech 1728–1729 ve stylu baroka. Je dílem neznámého autora. Stojí na atypické pětiboké základně a na podstavci o kruhovém půdorysu. Sokl je členěn oblouny a v horní části zúžen fabionem s pěti rizality. Na čelní straně je umístěn chronogram s nápisem: S. IOANNES / NEPOMVCENVS / VITAE ET HONORIS / CONSERVANDI / ..RO.VS. a ze zadní strany je vyveden letopočet 1729. Střední díl sloupu je profilován žlábky a píšťalami. Hlavice je římsovitá s pěti plastickými klenáky.
Samotná plastika světce stojí v kontrapostu s levou pokrčenou nohou a měří kolem 180 cm. Jeho tělesná osa se šroubovitě stáčí. Světec je oděn v duchu dobové ikonografie v kleriku, rochetu, krátký, plynule řasený kožešinový kabát a biret. Dlaň levé ruky světce podpírá masivní krucifix, pravice přidržuje palmovou ratolest, opřenou o pravé rameno. Hlava je mírně předkloněna a natočena k levému ramenu. Obličej postavy nese ušlechtilé rysy a doplňují ho vlnité vlasy a plnovous.
Ve zprávě z roku 1986 je zmiňováno poškození dolní stupně sochy, kde vypadávalo spárování, a jeho celkový stav byl tudíž klasifikován jako havarijní. K obnově, vedené Josefem Faltusem, došlo roku 2011.